# Joseph Marie Lazare Duquesne
Pour les articles homonymes, voir Duquesne.
Joseph Marie Lazare, vicomte Duquesne (La Havane, 16 décembre 1804 - La Havane, 3 juillet 1854), est un officier de marine français.

## Biographie
Il entre au collège de marine d'Angoulême en 1819 et en sort aspirant en mars 1821. Enseigne de vaisseau en octobre 1825, puis promu lieutenant de vaisseau en août 1831, il commande le brick Le Laurier en 1837 dans l'escadre du Mexique et se fait remarquer lors du bombardement de Saint-Jean-d'Ulloa en 1838 puis dans la destruction des défenses de Veracruz.
Capitaine de corvette en août 1839 puis de vaisseau en octobre 1844, il prend part aux bombardements de Tanger et de Mogador. Il fait partie des escadres d'évolution de la Méditerranée et est promu contre-amiral.
Commandant de la station des Antilles et du golfe du Mexique, il y obtient le règlement de l'arriéré de l'indemnité coloniale due par Haïti.
Il meurt à bord de la frégate Iphigénie dans le port de la Havane. Il est inhumé à Issoudun.

## Récompenses et distinctions
- Chevalier (17 novembre 1835), puis officier de la Légion d'honneur (10 février 1839).